# 人と仕事
『人と仕事』（ひととしごと）は、映画プロデューサーである河村光庸が企画・製作、2021年10月8日から3週間限定で公開の日本のドキュメンタリー映画。監督は森ガキ侑大、主演は有村架純と志尊淳。

## 概要
当初は2020年に監督と主演2名のタッグで保育士のてぃ先生をモデルとした映画『保育士T』を制作する予定であったが、新型コロナウイルス感染拡大に伴う緊急事態宣言が発令されたことにより、各所からの撮影協力が得られなくなり、頓挫した。しかし、今作の企画・製作を担当した映画プロデューサーの河村によってコロナ禍で浮き彫りになった「エッセンシャルワーカー」と呼ばれる人々、市井の人々の声なき声を聞いて、今の世の中を体感するドキュメンタリー映画が始動することになった。
主演の志尊と有村は俳優という殻を捨てて、一仕事人として保育士、介護福祉士、農家といった職業に従事している人々の現場に赴いて体験した中で、演技ではなくありのままの言葉や表情で現代社会の陰影を浮き彫りにしていく。そこで2人は「リモートではなく現場でなければできない仕事の価値」を再認識していき、エッセンシャルワーカーの人々の姿を自身の仕事である「俳優業」と重ねていくことになる。

## 出演者
- 有村架純
- 志尊淳

## スタッフ
- 監督：森ガキ侑大
- 企画・製作・エグゼクティブプロデューサー：河村光庸
- 製作：堀内大示、森田圭
- プロデューサー：長井龍、小松原茂幸、花田聖
- 音楽：岩代太郎
- 編集：鈴尾啓太
- 編集助手：藤井遼介
- 撮影：森ガキ侑大、Junpei Suzuki、西山勲、佐野円香、森英人、小松原茂幸、山崎裕
- 録音：森英司、黒木禎二
- 歌：吉田美奈子 & W.I.
- 作詞：土城温美
- 配給：スターサンズ、KADOKAWA
- 制作：スターサンズ
- 製作：『人と仕事』製作委員会